# Палау (народ)
Палау (белау, палауанцы) — микронезийский народ, жители республики Палау. Язык — палау западной подсемьи австронезийской семьи языков. По культуре близки микронезийцам. Численность — 14 438 человек (2005). Религии — католицизм, протестантизм.
В хозяйстве развиты ручное земледелие (таро), рыболовство, гончарное ремесло, строительство лодок с балансирами. У индонезийцев заимствовали духовое ружьё (сумпитан).
В области социальных отношений распространён матрилинейный род (блай), который объединяется в территориальную общину (плеу). Брак в основном дислокальный, распространён авункулат.
Существуют мужские и женские союзы. Существовала аристократия, — её атрибут — «орден кости» — браслет из позвоночника дюгоня, каста жрецов (коронг, калит).
На основе христианства и местных культов развился синкретический культ Модекнгеи. Традиционные верования — в души умерших (бладек) и злых духов (делеп).